# والری باتورا
والری باتورا (انگلیسی: Valery Batura؛ زادهٔ ۳ فوریهٔ ۱۹۷۰) دوچرخه‌سوار اهل اتحاد جماهیر سوسیالیستی شوروی است.